# Biblioteka Publiczna Gminy Kiszkowo
Biblioteka Publiczna Gminy Kiszkowo – samorządowa instytucja kultury, wpisana do Rejestru Instytucji Kultury prowadzonego przez Organizatora, działająca na rzecz mieszkańców gminy, której misją  jest rozwijanie  i zaspakajanie potrzeb edukacyjnych, kulturalnych i  informacyjnych społeczności lokalnych. Biblioteka, jako centrum informacji dba o dostęp do książek i innych materiałów bibliotecznych. Jest ośrodkiem, który skupia się na aktywizacji życia społeczno-kulturalnego różnych środowisk.
Historia
Biblioteka powstała w 1948 roku w ramach ustawy o upowszechnianiu czytelnictwa jako Gromadzka Biblioteka Publiczna. Od 1973 roku funkcjonuje jako Biblioteka Publiczna Gminy Kiszkowo, a od 1 lipca 2007 roku działa jako samodzielna instytucja kultury i mieści się w budynku Hali Widowiskowo-Sportowej w Kiszkowie przy ulicy Polnej 33.  W latach od 1961 roku do końca  pierwszego półrocza  2018 roku w strukturze Biblioteki działała Filia Biblioteczna w Sławnie oraz od 1991 roku działa Filia Biblioteczna w Rybnie Wielkim. Przedstawiając historię biblioteki wspomnieć należy  o działającym  przy bibliotece  Klubie Seniora od 1979 roku  oraz Stowarzyszeniu Rehabilitacyjno-Kulturalnym  „Słoneczny Promyk” Kiszkowo od 2004 roku. Od 2010 roku wypożyczalnia biblioteki jest w pełni skomputeryzowana, obecnie korzysta z systemu bibliotecznego SOWA SQL Premium. W latach od 1964 do 1988 roku funkcję kierownika  biblioteki  pełnił Michał Stankowiak, od 1988 do 2024 roku biblioteką zarządzała Renata Domagalska. Od lutego 2024 roku funkcję dyrektora biblioteki pełni mgr Joanna Kluczyńska.
Działalność kulturalno-oświatowa – biblioteka w ramach działalności prowadzi m.in.: lekcje biblioteczne, spotkania autorskie, imprezy czytelnicze,  wystawy, zajęcia  dla dzieci, wykłady i prelekcje, warsztaty plastyczne dla dzieci.